# Дукха
Ду́кха — центральне поняття у буддизмі, одна зі складових Чотирьох Благородних Істин. Термін не має точного еквівалента в українській мові, але може перекладатися буквально як «страждання», «нездужання», «незадоволення».

## Транслітерація
Через відсутність стандартизованих академічних джерел часто зустрічаються відмінні варіанти транслітерації, які мають різне походження. Частіше йдеться про санскрипт, де слово duḥkha перекладають як духкха, у іншому випадку з мови палі, де слово dukkha траслітеруєтьс як дуккха, зустрічаються також й дукга.

## Етимологія
Джозеф Голдштейн (англ. Joseph Goldstein), американський професор, пояснює походження цього слова наступним чином:
Слово dukkha складається з префікса du та кореня kha. Du означає «поганий» або «важкий». Kha означає «порожній». «Порожній» тут означає кілька речей — деякі конкретні, інші більш загальні. Одне з конкретних значень стосується порожнього отвору в осі колеса. Якщо вісь погано входить в центральний отвір, ми отримуємо дуже вибоїсту їзду. Це гарна аналогія для нашої подорожі через сансару.
Однак, на думку Моньє Моньє-Вільямса (англ. Monier Monier-Williams), справжнім корінням палійського терміна dukkha є санскр. दुस्- (dus-, «поганий») + स्था (stha, «стояти»). Регулярні фонологічні зміни в процесі еволюції санскриту до різних критеріїв пракритеріїв призвели до переходу від dus-sthā до duḥkha та dukkha.

### Особливості перекладу
Серед російських та радянських досідників часто панує переконання, що термін «духкха» навряд чи можна перекласти як власне «страждання», адже за суттю йдеться про «нетерплячість, непостійність, нетерпимість». Багато дослідників (Ф. І. Щербатський, В. М. Топоров) протестують проти буквального (калькованого) перекладу. Щербатський відзначає безглуздість таких висловів, як «елементом зору є страждання», та пропонує перекладати «духкха» як «занепокоєння» чи «хвилювання». Топоров, аналізуючи аналогічне санскритському «духкха» палійське «духкха», відзначає, що цим словом в палійських текстах характеризується «приємне», «неприємне», «нейтральне» та пропонує перекладати термін «духкха» як «неспокійна незадоволеність». В. І. Рудой відзначає, що будь-яка сансарична насолода включає в себе наступні елементи: недостатня інтенсивність насолоди у порівнянні очікуваною, її скороминучість, біль її втрати, болісне прагнення до її повторення. Основа цих елементів — невдоволення.
Анломовні сучасні перекладачі буддійських текстів використовують різні англійські слова, щоб передати різні аспекти духкха. Ранні західні перекладачі буддійських текстів (до 1970-х років) зазвичай перекладали палійський термін duḥkha як «страждання». Пізніші перекладачі підкреслювали, що «страждання» є занадто обмеженим перекладом для терміна duḥkha, вважаючи за краще або не перекладати цей термін, або уточнювати цей переклад такими термінами, як тривога, страждання, розчарування, неспокій, незадоволення тощо. Багато сучасних викладачів, науковців та перекладачів використовують термін «незадоволеність», щоб підкреслити тонкі аспекти дукхи.

## Класифікація
У буддійських сутрах духкха поділяється на три категорії:
- Страждання страждань (палі dukkha-dukkha) — сюди входять фізичні та психічні страждання, пов'язані з народженням, старінням, хворобою, смертю; страждання від того, що є небажаним.

- Страждання змін  (палі viparinama-dukkha) або духкха приємних або щасливих переживань, які змінюються на неприємні, коли зникають причини та умови, що спричинили приємні переживання.

- Всеохопне страждання  (палі sankhara-dukkha) включає в себе «фундаментальне незадоволення, яке затоплює все існування, всі форми життя, тому що всі форми життя перебувають у русі, без будь-якого внутрішнього ядра або субстанції».[11] На цьому рівні термін вказує на брак задоволення, відчуття того, що речі ніколи не відповідають нашим очікуванням чи стандартам.

## В індуїзмі
Слово duḥkha використовується в одному з імен-епітетів Шиви — dāridrya-duḥkha-dahana — «винищувач бідності та нещастя». Це ім'я вживається в dāridrya-duḥkha-dahana śiva stotra Vasishtha Muni (Винищувач бідності та нещастя Шивастотра Васішта Муні).